# Chrysothrix occidentalis
Chrysothrix occidentalis är en lavart som beskrevs av Elix & Kantvilas. Chrysothrix occidentalis ingår i släktet Chrysothrix och familjen Chrysothricaceae.   Inga underarter finns listade i Catalogue of Life.